# SATAP
La SATAP S.p.A. acronimo di Società Autostrada Torino-Alessandria-Piacenza S.p.A. è l'ente esercente concessionario dell'ANAS fino a tutto il 2026  dell'autostrada A4 per il tratto Torino-Milano. Fino al 30 novembre 2024 ha anche gestito il tratto Torino-Piacenza dell'autostrada A21.
La sede sociale è a Torino, mentre le direzioni di esercizio, alle quali fanno capo i servizi operativi, sono a Rondissone (TO). L'organico della società al 31 maggio 2019 è di 708 persone.
Ha in gestione 126 km della A4, di cui 97 sono a pedaggio, che nel 2008 le hanno fruttato 235,55 milioni di euro di ricavi autostradali, di cui 121,25 da A4 e 114,29 da A21. Satap S.p.A. è controllata al 99,50% da Holding Piemonte Valle d'Aosta S.p.A.